# Kalamari
Kalamari este o formație muzicală din Slovenia. Ea împreună cu Ansambel Roka Žlindre a reprezentat Slovenia la Concursul Muzical Eurovision 2010 cu melodia „Narodnozabavni rock”, după ce a câștigat concursul național în această privință.